# Назимов, Константин Николаевич
Константин Николаевич Назимов (19 (31) марта 1838 — 30 апреля (13 мая) 1905) — русский мореплаватель, гидрограф, вице-адмирал, командир Бакинского порта, директор маяков и лоций Каспийского моря.

## Происхождение
Родился 19 (31) марта 1838 года в семье вице-адмирала Назимова Николая Николаевича (1794—1854). Братья: Николай (1822—1904) — российский контр-адмирал, исследователь Тихого океана, публицист, Павел (1829—1902) — адмирал, с 1894 член Адмиралтейств-совета, Александр (1836—1871) — капитан-лейтенант.

## Послужной список

Назимов К. Н. «Клипер „Крейсер“ в кругосветном плавании 1875—1881 годов»

- С 1855 года в службе. Воспитанник Морского кадетского корпуса, гардемарин (04.05.1855).
- В 1856 г. награждён бронзовой медалью.
- 06.06.1857 г. окончил Морской кадетский корпус с присвоением чина мичман.
- В 1859—1860 гг. в заграничном плаванье на корвете «Вол».
- В 1861—1866 гг. в кругосветном плаванье на клипере «Гайдамак», корветах «Новик», «Калевала» и «Богатырь». Константин Назимов совершил переход на Тихий океан и принимал участие в гидрографических работах в Японском море и работах по изучению русского побережья Тихого океана. После вернулся на Балтику.
- В 1867—1868 гг. старший офицер монитора «Броненосец».
- В 1869 г. — назначен командиром лодки «Отлив».
- В 1871 г. награждён орденом Святого Станислава 2-й степени с Короной. 16 апреля 1872 года произведен в капитан-лейтенанты[2].
- 29 сентября (11 октября) 1873 года назначен командиром винтовой лодки «Опыт»[3].
- В 1874 г. — командир клипера «Изумруд».
- В 1875 г. — командир клипера «Джигит».
- В 1875—1880 гг. совершил кругосветное путешествие, командуя клипером «Крейсер» (1875—1881). В свободное время он увлекался живописью, писал картины. Одна из его картин так и называется: «Клипер „Крейсер“ в кругосветном плавании 1875—1881 годов».
- В 1877 г. награждён орденом Святой Анны 2-й степени.
- В 1879 г. пожалован орден Святого Владимира 4-й степени с бантом за 20 ежегодных кампаний, безупречно проведенных в офицерских чинах.
- В 1881 г. вручен подарок по чину.
- В 1882 г. награждён японским орденом Восходящего Солнца 3-й степени.
- В 1883—1884 гг. командует фрегатом «Светлана».
- В 1884—1890 гг. командует фрегатом  «Герцог Эдинбургский».
- В 1884 г. награждён греческим орденом Спасителя командорского креста.
- 1.1.1886 г. произведен в капитаны 1-го ранга.
- В 1888 г. награждён прусским орденом Красного Орла 2-й степени.
- В 1890 г. награждён орденом Святого Владимира 3-й степени. Получает особое содержание за командование в размере 1080 рублей в год.
- 1 января 1891 года произведен в контр-адмиралы и назначен командиром Бакинского порта и директором маяков и лоций Каспийского моря. 6 декабря 1893 года награжден орденом Св. Станислава I степени.
- 1 января 1894 года назначен младшим флагманом Балтийского флота.
- В 1898 году в чине вице-адмирала Константин Николаевич Назимов уволился со службы.

Вицe-адмирал Назимов К. Н. трагически погиб: убит в субботу 30 апреля (13 мая) 1905 года около 13 ч 10 мин в своей квартире (СПб., ул. Спасская, 15, кв. 1) своим ординарцем, матросом 1-й статьи 14-го флотского экипажа Василием Фёдоровичем Смирновым выстрелами из револьвера () в 1905 году и был похоронен в Петербурге на Волковском православном кладбище.

## Награды
- Орден Святого Станислава 2-й степени с Короной (1871)
- Орден Святой Анны 2-й степени (1877)
- Орден Святого Владимира 4-й степени с бантом (1879)
- Орден Святого Владимира 3-й степени (1890)

Иностранные награды:
- Японский орден Восходящего Солнца 3-й степени (1882)
- Греческий орден Орден Спасителя командорского креста (1884)
- Прусский Орден Красного орла 2-й степени (1888)

## Память
Именем Назимова названы мыс в заливе Петра Великого (пролив Босфор Восточный, мыс обследован в 1862 году экспедицией В. М. Бабкина, тогда же присвоено название) и полуостров в заливе Петра Великого (полуостров назван в 1880—1890 гг. по мысу Назимова, которым заканчивается полуостров).